# Henri Eberhardt
Martin Henri Eberhardt, född 27 november 1913 i Riedisheim, död 4 juli 1976 i Beaune, var en fransk kanotist.
Eberhardt blev olympisk silvermedaljör i F-1 1000 meter vid sommarspelen 1936 i Berlin.